# Gustav Poel (Politiker)
Gustav Paul Poel (* 17. November 1804 in Altona; † 16. April 1895 in Trenthorst) war ein deutscher Jurist, Kanzleirat und Bürgermeister der Stadt Itzehoe.

## Leben
Gustav Poel wurde am 17. November 1804 als neuntes Kind des Privatgelehrten und Diplomaten Piter Poel und Frau Friederike in Altona geboren.
Nach Privatunterricht besuchte er das akademische Gymnasium Christianeum in Altona, um sich anschließend dem Studium der Rechte in Göttingen zu widmen. In Berlin und Kiel setzte er seine Studien fort, die er 1826 mit dem Amtsexamen in Kiel abschloss (II. Charakter „mit Auszeichnung“). Er erhielt eine Anstellung als Untergerichtsadvokat in Altona und trat in den Verwaltungsdienst ein.
Von Dezember 1827 bis 1835 war Poel als Kanzleirat in der Schleswig–Holstein–Lauenburgischen Kanzlei in Kopenhagen tätig. Hier war er Mitarbeiter von Uwe Jens Lornsen, mit dem er auch in Verbindung blieb, als dieser 1831/32 seinen einjährigen Festungsarrest in Friedrichsort und Rendsburg verbüßte.
Nach Erlass des Königs Friedrich VI. vom 12. Mai 1835 wurde Gustav Poel am 6. Juli 1835 Polizeimeister, zweiter Ratsverwandter, Stadtsekretär und Auktionator in Itzehoe. Die Qualifikation als Volljurist war im dänischen Gesamtstaat Voraussetzung für das Amt des Polizeimeisters.
Am 24. Mai 1848 wurde er durch die provisorische Regierung in Rendsburg zum Zivilkommissar für Schleswig bei dem Oberbefehlshaber der Deutschen Bundestruppen, Generalleutnant Friedrich von Wrangel, bestellt. Dieses Amt übte er bis August 1848 aus. Seine Entlassung als Polizeimeister erfolgte zum 1. Juni 1849
Am 11. Dezember 1852 wurde Kanzleirat Poel zum Bürgermeister der Stadt Itzehoe berufen. Anlässlich des Besuches des österreichischen Statthalters in Holstein, Feldmarschallleutnant Freiherr von Gablenz, am 14. November 1865 in Itzehoe wurde Poel mit dem Ritterkreuz des Franz-Joseph-Ordens ausgezeichnet.
Am 1. Juni 1868 wurde Poel in den Ruhestand versetzt, führte die Amtsgeschäfte aber noch bis 8. Juli 1868. Am 9. Juli 1868 wurde er als erster Ehrenbürger der Stadt Itzehoe geehrt.

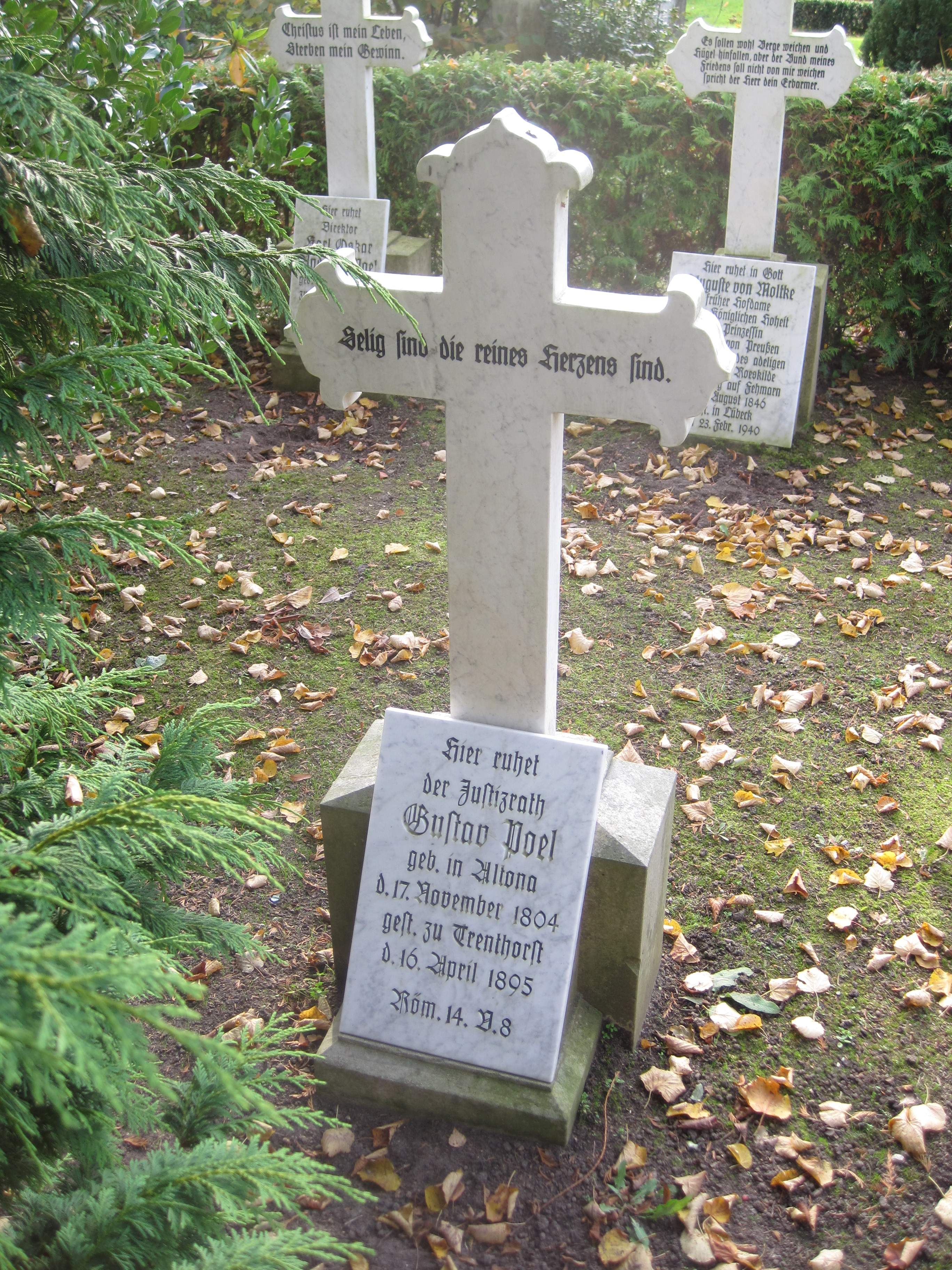
Grabstein für Gustav Poel auf dem Friedhof von Klein Wesenberg

1879 übersiedelte Gustav Poel nach Trenthorst und widmete sich dort seiner schriftstellerischen Tätigkeit.
Verheiratet war Gustav Poel seit 1837 mit der ehemaligen Konventualin des Damenstifts Kloster Itzehoe Sophie Friederike Mathilde Wulfhilde von Rumohr auf Trenthorst und Wulmenau (geboren 13. Oktober 1806 auf Trenthorst, gestorben daselbst 1894). Mit ihr hatte er sieben Kinder, darunter Wolfgang Poel.

## Veröffentlichungen
- Johann Georg Hamann – Der Magus im Norden. Sein Leben und Mittheilungen aus seinen Schriften, 2 Bände, Hamburg 1874–76
- Eine neue Partei – Ansprache vom 5. November 1876, (als Manuskript gedruckt), Altona 1876
- Nachträgliches zu Johann Georg Hamann, Hamburg 1877
- Johann Georg Rists Lebenserinnerungen (Hrsg.), 1. Aufl., Gotha 1880 (2 Teile); 2. Aufl. in 3 Teilen, Gotha 1884–1888
- Carl Wilhelm Pauli – ein Lebensbild, in: Zeitschrift des Vereins für Lübeckische Geschichte, Bd. 4, Lübeck 1881
- Bilder aus vergangener Zeit – Piter Poel und seine Freunde, Hamburg 1884
- Altes und Neues aus der Briefmappe, Aphorismen, Hamburg 1885
- Bilder aus vergangener Zeit – Bilder aus Karl Sieveking's Leben, Hamburg 1887